# Frank Blasch
Frank Blasch (* 1977 in Bad Soden am Taunus) ist ein deutscher Politiker (CDU). Seit dem 1. März 2018 ist er Bürgermeister von Bad Soden am Taunus.

## Ausbildung und Beruf
Blasch besuchte die Bischof-Neumann-Schule in Königstein im Taunus und machte dort sein Abitur. Nach seinem Zivildienst begann er 1997 Volkswirtschaftslehre an der Johann Wolfgang Goethe-Universität Frankfurt am Main zu studieren. 2002 schloss er sein Studium als Diplom-Volkswirt ab. Im Anschluss absolvierte er an der Goethe-Universität ein Promotionsstudium bei Alfons J. Weichenrieder. Im Dezember 2007 promovierte Blasch mit der Dissertation Steuerreformen und Unternehmensentscheidungen zum Doktor der Wirtschaftswissenschaften (Dr. rer. pol.).
Ab Oktober 2007 war Blasch beim Statistischen Bundesamt tätig. Im November 2008 wurde er Referent für Wirtschaftspolitik im Hessischen Ministerium für Wirtschaft, Verkehr und Landesentwicklung. Im August 2011 wechselte er in die Hessische Staatskanzlei und war dort zunächst als Referent, sowie später als Referatsleiter für die Themenbereichen Wirtschaft, Energie, Verkehr, Umwelt, Landwirtschaft und Verbraucherschutz tätig.

## Politik
2001 wurde Blasch erstmals in die Stadtverordnetenversammlung der Stadt Bad Soden am Taunus gewählt. Bei dem folgenden Wahlen zur Stadtverordnetenversammlung wurde er jeweils im Amt bestätigt. Seit dem 4. Mai 2007 war er dort auch Vorsitzender der CDU-Fraktion. Des Weiteren erfolgte 2011 seine Wahl in den Kreistag des Main-Taunus-Kreises. Dort ist er seit September 2015 Vorsitzender der CDU-Fraktion.
Am 21. Januar 2018 kandidierte er für das Amt des Bürgermeisters von Bad Soden am Taunus. Die Bürgermeisterwahl war nötig geworden, da der bisherige Bürgermeister Norbert Altenkamp bei der Bundestagswahl 2017 das Direktmandat für den Bundestagswahlkreis Main-Taunus gewonnen hatte. Blasch gewann mit 65,8 % der abgegebenen Stimmen. Sein Amtsantritt erfolgte am 1. März 2018. Gleichzeitig schied er aus der Stadtverordnetenversammlung aus.
Bei der Bürgermeisterwahl am 4. Juni 2023 wurde Blasch mit 71,4 % der abgegebenen Stimmen im Amt bestätigt. Er trat seine zweite Amtszeit am 1. März 2024 an, die bis zum 28. Februar 2030 läuft.

## Persönliches
Blasch ist verheiratet und hat einen Sohn.